# François-Xavier Amherdt
François-Xavier Amherdt (* 10. Oktober 1957 in Sitten) ist ein römisch-katholischer Theologe.

## Leben
Papst Johannes Paul II. weihte ihn am 17. Juni 1984 im Flughafen Sitten zum Priester. Er war Direktor des Priesterseminars von Sion und zum Bischofsvikar des französischsprachigen Teils seiner Diözese. An der Université Strasbourg II wurde er 2007 habilitiert. Der Priester der Diözese Sitten lehrt er als Professor in Pastoraltheologie und Religionspädagogik an der Universität Fribourg.

## Schriften (Auswahl)
- L' herméneutique philosophique de Paul Ricœur et son importance pour l'exégèse biblique. En débat avec la New Yale Theology School (= La nuit surveillée). Cerf, Paris 2004, ISBN 2-204-07592-2.
- Prêcher l'Ancien Testament aujourd'hui. Un défi herméneutique. A l'épreuve de la situation homilétique contemporaine aux États-Unis et à la lumière du document de la Commission Biblique Pontificale "Le peuple juif et ses Saintes Écritures dans la Bible chrétienne" (= Théologie pratique en dialogue. Band 29). Academic Press, Fribourg 2006, ISBN 2827110083.
- als Herausgeber mit Thomas Philipp und Jörg Schwaratzki: Theologie und Sprache bei Anselm Grün. Herder, Freiburg im Breisgau/Basel/Wien 2014, ISBN 3-451-30918-1.
- als Herausgeber mit Mariano Delgado und Salvatore Loiero: 50 Jahre/ans Dignitatis Humanae …. Tagungsband des 7. Freiburger Forums Weltkirche (= Praktische Theologie im Dialog. Band 45). Academic Press, Fribourg 2006, ISBN 3-7278-1805-0.